# Пјетремарине (Козенца)
Пјетремарине је насеље у Италији у округу Козенца, региону Калабрија.
Према процени из 2011. у насељу је живело 240 становника. Насеље се налази на надморској висини од 719 м.